# Edward Adelbert Doisy
Edward Adelbert Doisy (ur. 3 listopada 1893 w Hume w stanie Illinois, zm. 23 października 1986 w Saint Louis) – amerykański biochemik, laureat Nagrody Nobla w roku 1943.

## Edukacja
Był synem Edwarda Perez i jego żony Ady. Wykształcenie zdobył na Uniwersytecie Illinois – studia ukończył w 1914, a stopień magistra uzyskał w 1916. Następnie był absolwentem Uniwersytetu Harvarda, gdzie w 1920 uzyskał stopień doktora medycyny.
Od 1915 do 1917 był asystentem biochemii w Szkole Medycznej Uniwersytetu Harvarda, a od 1917 do 1919 służył w Wojskowym Higienicznym Korpusie Stanów Zjednoczonych. Od 1919 do 1923 był asystentem, wykładowcą i profesorem nadzwyczajnym wydziału medycyny na Uniwersytecie Waszyngtońskim w St. Louis. W 1923 został profesorem biochemii na Uniwersytecie w St. Louis. Następnego roku otrzymał awans na dyrektora wydziału biochemii.

## Prowadzone badania
Edward Adelbert Doisy w swoich badaniach koncentrował się głównie nad biochemicznymi studiami hormonów płciowych i witaminami K1 i K2.
W Szkole Medycznej w St. Louis pracował wspólnie z Edgarem Allen nad techniką oczyszczania cytologii pochwy dla dużej potencji hormonów estrogennych w szczurzych jajnikach.
W latach 1929–1930 Doisy wyizolował estrogen. Dokonanie to zbiegło się z takim samym wyczynem niemieckiego uczonego Adolfem Butenandt w Niemczech.
W 1936, przy współpracy z MacCorquodale i Thayerem, wyodrębnił najaktywniejszy estrogen: estradiol od jajników świni i oszacował jego koncentrację w roztworze folikuliny.
W 1939 wyizolował witaminę K, która została odkryta w 1935, przez Henrika Dama w bylinie lucernie siewnej. Witamina K została wówczas wyizolowana w prawie czystej formie jako żółty olejek przez Dama, we współpracy z Paulem Karrer.
W 1940 Doisy, wraz z Thayerem, MacCorquodalem, McKee i Binkleyem, studiował strukturę witaminy K i rozróżnił od niej witaminę K1, którą odizolował od byliny i witaminę K2, odizolowaną od mięsa ryby, która miała podobne działanie do witaminy K1, lecz różniła się budową.
Witamina K została zsyntetyzowana w 1939 roku przez Louisa Frederick Fiesera, Almquista i Klose oraz przez Edwarda Doisy i jego współpracowników. Dodatkowo, Doisy ulepszył metody użyte do izolowania i identyfikacji insuliny, prowadził ważne badania nad znajomością antybiotyków i systemów odpornościowych krwi oraz metabolizmu kwasu żółciowego.
W roku 1943, za pracę nad witaminą K, Doisy i Tama razem otrzymali Nagrodę Nobla w dziedzinie fizjologii i medycyny.

## Życie prywatne
Edward Adelbert Doisy poślubił Alice Ackert w 1918. Razem mieszkali w St. Louis. 

## Nagrody i wyróżnienia
W 1932 i 1938 był członkiem Ligi Komitetu Narodów dla Standaryzacji Hormonów Płci. W latach 1943–1945 był prezydentem Amerykańskiego Stowarzyszenia Chemików i Biologów, w latach 1949–1950 prezydentem Stowarzyszenia Endokrynologii i członkiem Towarzystwa Biologii i Medycyny Doświadczalnej w latach 1949–1951.
W 1955 oddział w którym pracował, dla uhonorowania jego zasług, został nazwany jego imieniem.